# Grantsville (Virginie-Occidentale)
La ville de Grantsville est le siège du comté de Calhoun, situé dans l’État de Virginie-Occidentale, aux États-Unis. Sa population s’élevait à 561 habitants lors du recensement de 2010, estimée à 527 habitants en 2018.

## Histoire
Elle est nommée en hommage à Ulysses S. Grant.